# Innocenci VI
Innocenci VI, nascut Étienne Aubert (1282 o 1295 – 12 de setembre de 1362), Papa a Avinyó des de 1352 fins a 1362, successor de Climent VI, era originari de la diòcesi de Les Monts, a Llemotges (avui part de la comuna de Beyssac, departament de Corresa), i, després d'ensenyar dret civil a Tolosa, va ser bisbe de Noyon i més tard de Clarmont.
En 1342 va ser nomenat cardenal. En morir Climent VI, després que els cardenals s'haguessin sumat a una línia política en cas que fos escollit, Aubert va ser elegit el 18 de desembre de 1352. Un dels primers actes del seu pontificat va ser declarar el pacte il·legal i nul.

## Família

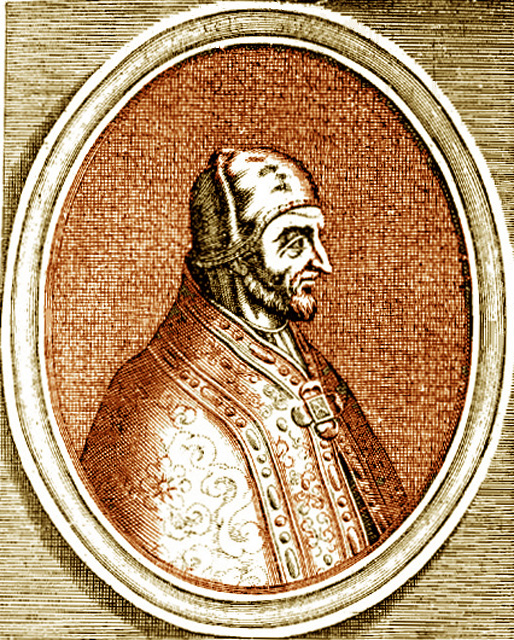
El cardenal Étienne Aubert, futur Innocenci VI.

Innocenci VI va néixer en el llogaret de Les Monts, a la diòcesi de Llemotges, (al Baissac actual), al sud del Limousin. El pare d'Etienne Aubert, Adhemar Aubert (1265-1303), va ser nomenat als documents Ademarus Alberti de Pompador. Els Aubert rendien homenatge al senyoriu de Pompadour. La família Aubert va ser un dels primers benefactors de la Cartoixa de Glandier des de 1220.
En 1352 Guillaume Aubert, nebot del Papa, adquirí la casa i el castell de Bré prop de Lubersac, a la ciutat de Coussac-Bonneval l'Haute-Vienne.

## Joventut
Étienne, però, provenia d'una família prou rica perquè pogués rebre la formació jurídica. Va obtenir un doctorat en dret canònic a la Facultat de Tolosa i va fer de professor de dret civil en aquesta facultat. El futur Papa va fer primer d'advocat a Llemotges i, a continuació, es va convertir en juge-mage a la senescalia de Tolosa.

## Carrera com a prelat

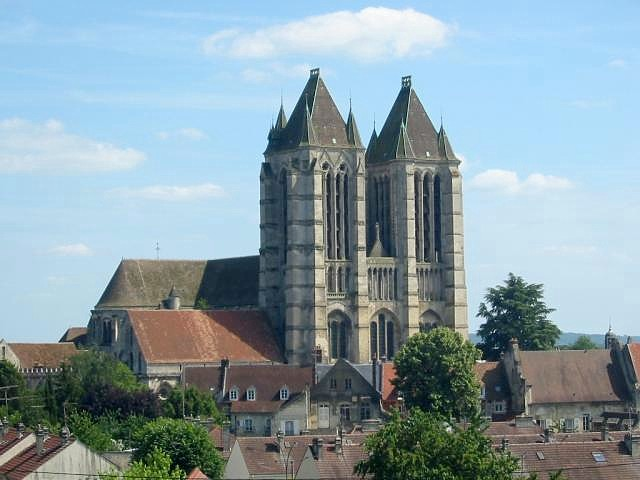
La catedral de Noyon.

El futur papa Innocenci VI va ser successivament ardiaca de Cambrai, de Brabant i de Sauvigny a  Bourbonnais, arxipreste de Laurac, al Lauragais, i prior de Rouvignac al Llenguadoc.
Va ser nomenat prior del convent de Romette el 1332.
Etienne va ser promogut al bisbat de Noyon el 23 de gener de 1338. Jean-Pierre Besse diu en el seu llibre Chantilly et Noyon : «Si el pas del futur papa Innocenci VI a la seu episcopal de Noyon va ser curta, però, també va ser un gran honor la diòcesi de saint Éloi. »
Dos anys després, en 1340, va ser cridat a la seu del bisbe de Clermont d'Alvèrnia.
És un bon home, una vida simple, un home de vida interior. Considerava que la tasca dels bisbes "és per pujar a la muntanya de la contemplació" després de fer exercici "en el camp de l'acció.".
Etienne Aubert també va ser conseller del rei Felip VI de França i Par de França, i dos anys més tard nomenats cardenal bisbe d'Òstia.

## Pontificat

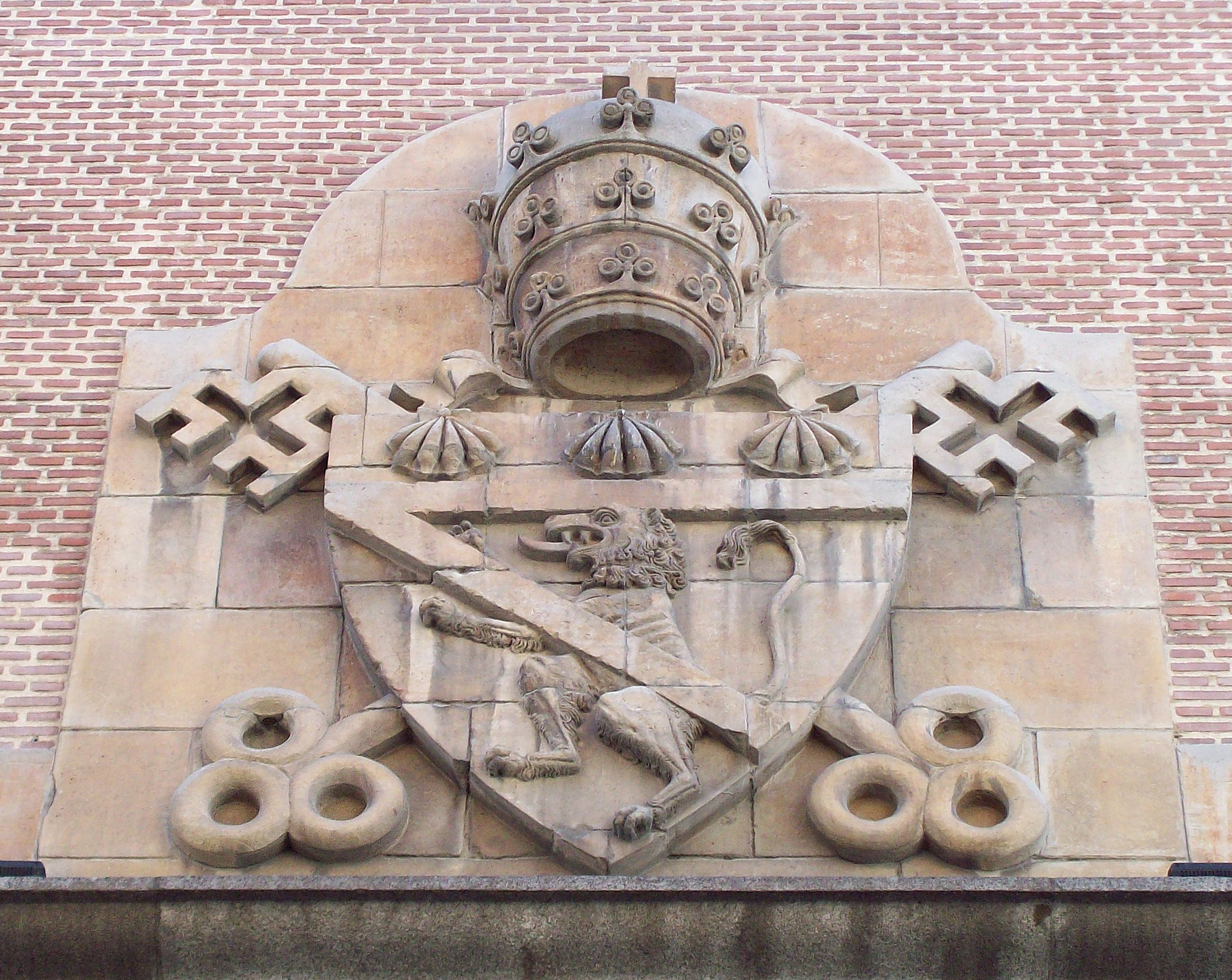
Armes d'Innocenci VI a l'Església de San Ginés de Madrid

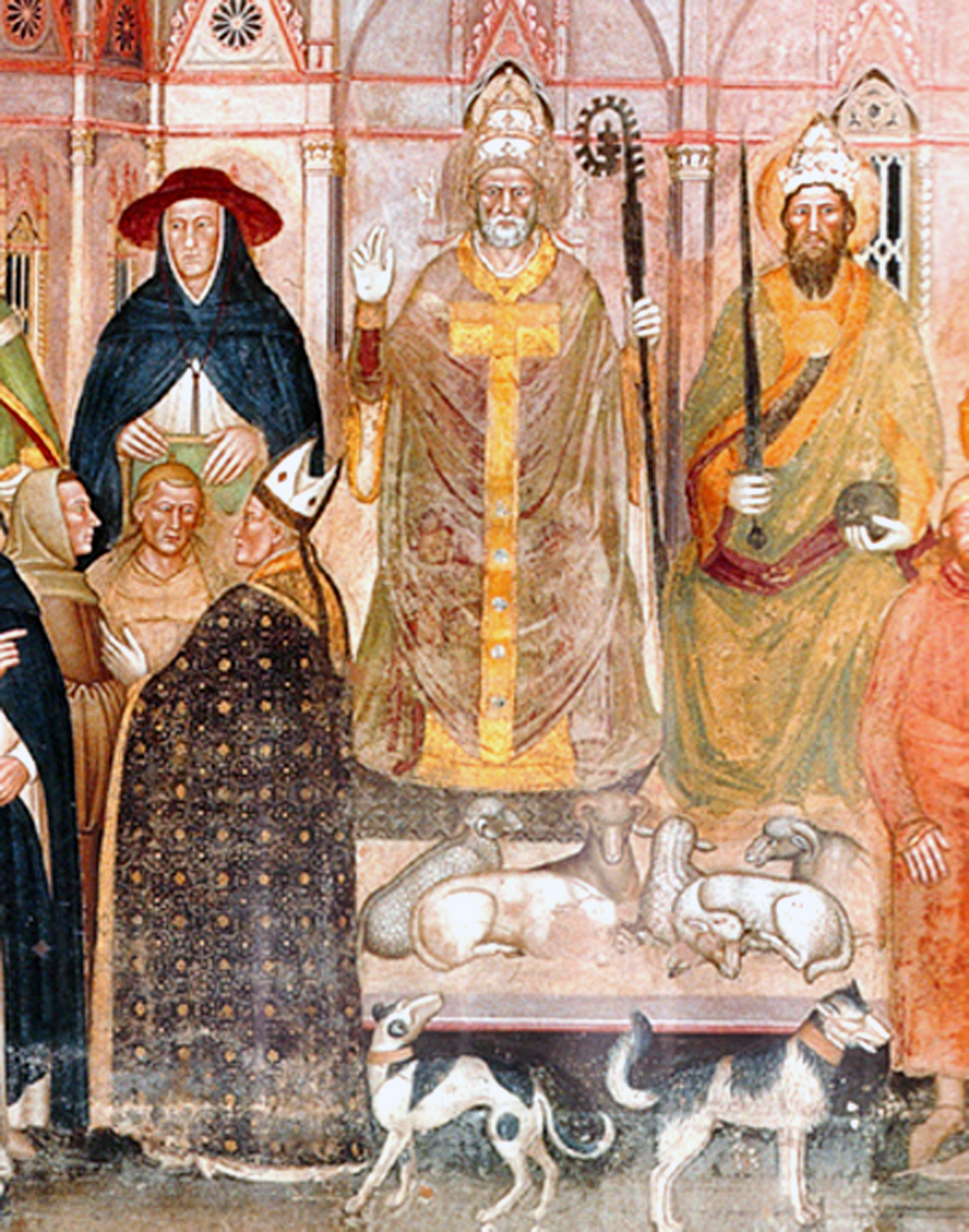
Innocenci VI, envoltat pel cardenal Albornoz i l'emperador Carles IV, als seus peus l'arquebisbe Simone Saltarelli renya Michele de Cesena i Guillem d'Ockham.

Etienne Aubert va ser Papa de 1352 a 1362 sota el nom d'Innocenci VI. Succeí Climent VI. Va ser elegit el 18 de desembre de 1352 i serveix com el seu predecessor a Avinyó.
Realitzà una política d'economia després dels esplendors del seu predecessor i la cort papal. Entre altres reformes, ordenà a tots els prelats i altres titulars que es retiressin cadascun als seus beneficis i que hi residissin sota pena d'excomunió.
Aquest Papa volia augmentar els delmes a França, però se li negà. El regne de França, malmès per les guerres amb Anglaterra, estava lluny de ser capaç de proporcionar grans sumes de diners. Va fer el mateix a Alemanya i donà dispenses als seus llegats a concedir els beneficis, a través de les finances, a sacerdots, bisbes i altres prelats.
Va ser un gran reformador, però sovint brutal: recordà als ordes religiosos l'observació de les seves regles, trencà la resistència recorrent a la força, empresonant i condemnant a la foguera per superar els fidels observants dels preceptes del Poverello d'Assís i dels beguins que veneraven la memòria de la seva inspiració, Pèire Olieu. Fins i tot es diu que les fogueres eren tan nombrosos al Llenguadoc, Provença i Itàlia que santa Brígida de Suècia renyà severament Innocenci VI.

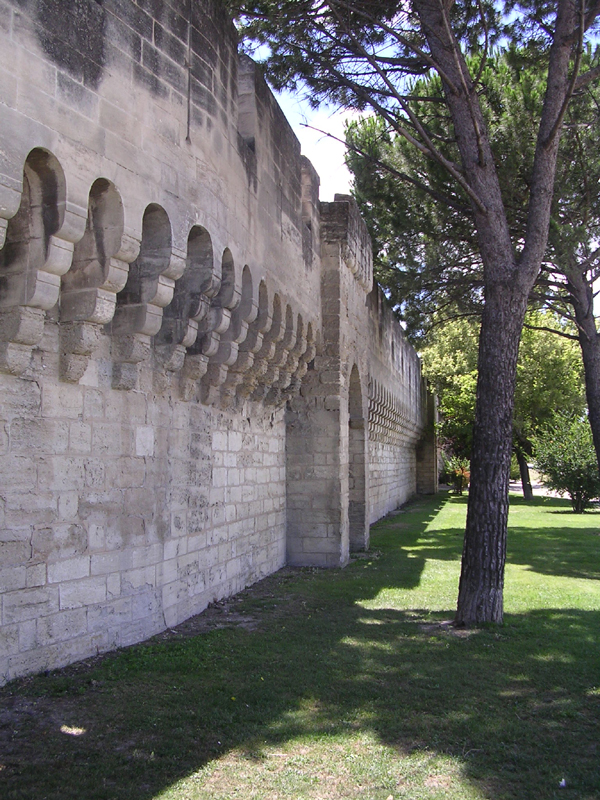
Innocenci VI va fortificar Avinyó, muralles encara visibles avui en dia

L'humanista italià Petrarca marca tota la seva ira en una carta que va escriure al seu amic Nérico Furli. Escrivint a l'emperador Carles IV va dir: « No sé el que vas jurar a Papa que t'ha tancat el camí a Roma. Fuges com que si haguessis robat la corona rapto diademate. Amb la qual cosa, exclama: O infàmia! O tracte vergonyós! ...».
Innocenci VI va fundar la cartoixa de Notre-Dame-du-val-de-Bénédiction a Vilanòva d'Avinhon el 1356. La va fer decorar amb frescos de Matteo Giovanneti. Però en 1358, fins i tot es va veure obligat a vendre argenteria i joies personals perquè l'Església pogués sobreviure.
Tractà de tornar el papat a Roma, i per a això envia el cardenal Álvarez Carrillo de Albornoz, arquebisbe de Toledo, a Itàlia per tal de pacificar els Estats Pontificis, que ho feu de manera brillant. Es tractava de recuperar el patrimoni de l'Església a Itàlia, però malgrat els esforços del seu llegat cardenal Albornoz, fracassa en part.
Va viure en bastant bon acord amb els poders temporals. No obstant això, el retrat que Pierre Ozarius deixà en la seva "Crònica", no és molt avantatjosa. Li va retreure com Climent VI haver afavorit massa als seus parents, però amb la diferència que el seu honor el va fer i que era diferent dels de Climent VI.
Innocenci VI també tenia totes les qualitats d'un bon Papa. També era amic d'homes de lletres i acadèmics, els costums regulars i eficients a casa, qualitats poc comuns entre els pontífexs de l'època. També era un amic de la justícia, plena de caritat.
Les desgràcies de França excitaven fortament la seva sensibilitat. S'amagava tan poc que els anglesos després de la batalla de Poitiers van fer acudits. El pare Berthier esmentava que, segons ell, no era ni espiritual ni decent: «El Papa, diuen, s'ha convertit en francès, però Jesucrist és anglès...».
No obstant això, va ser fonamental en la signatura del tractat de Brétigny, signat el 8 de maig de 1360 prop de Chartres, entre Eduard III d'Anglaterra i Joan II el Bo. Aquest acord permet a una treva de nou anys a la Guerra de Cent Anys.
A part de les preocupacions franceses i romanes, Innocenci s'enfrontà a l'amenaça de les grans companyies en el sud del regne, especialment al Llenguadoc. És per això que va fer fortificar Avinyó, amb muralles encara visibles avui.
Al desembre de 1360, la Companyia dels Tard-venus, prengueren Pont-Saint-Esprit, situat a uns cinquanta quilòmetres al nord d'Avinyó. El Papa negociànt la seva sortida a preu d'or.
Va fundar a Tolosa durant quatre companys la universitat de Sant-Martial. Va concedir a la facultat de teologia d'aquesta ciutat tots els privilegis de la Universitat de París sobre la gelosia per al qual va tractar d'oposar-se a ella dient que fins que les papes no tenien cap universitàt lligada a la de París.

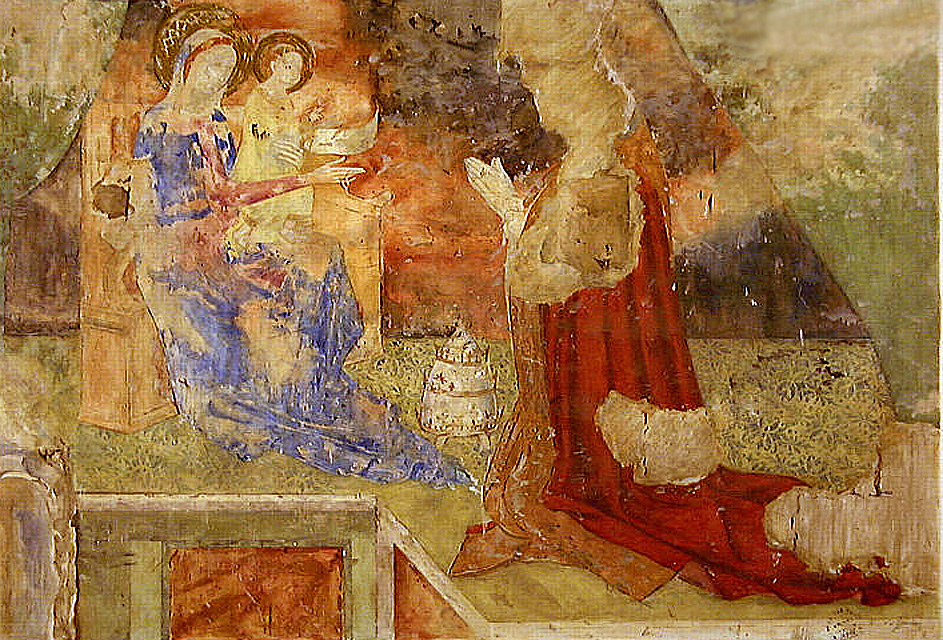
El cardenal Étienne Aubert, de genolls davant la Verge i el Nen
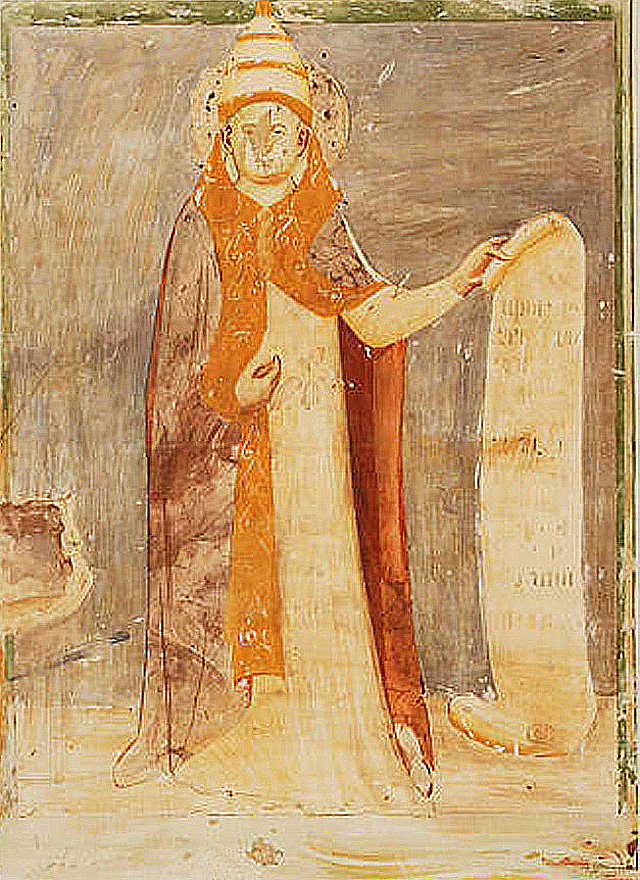
Innocenci VI, fresc a la cartoixa de Villeneuve
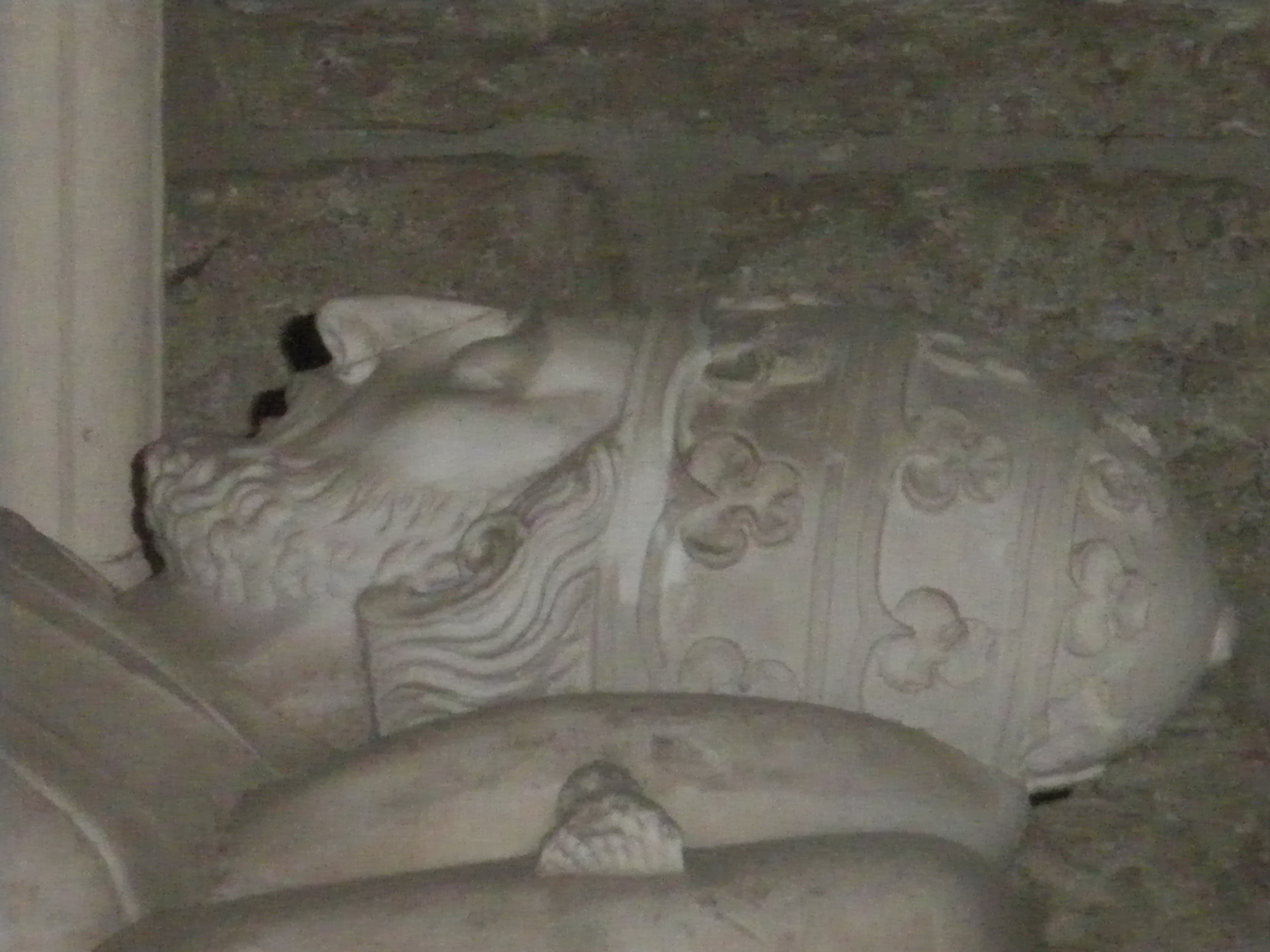
Innocenci VI, detall a la Cartoixa de Villeneuve
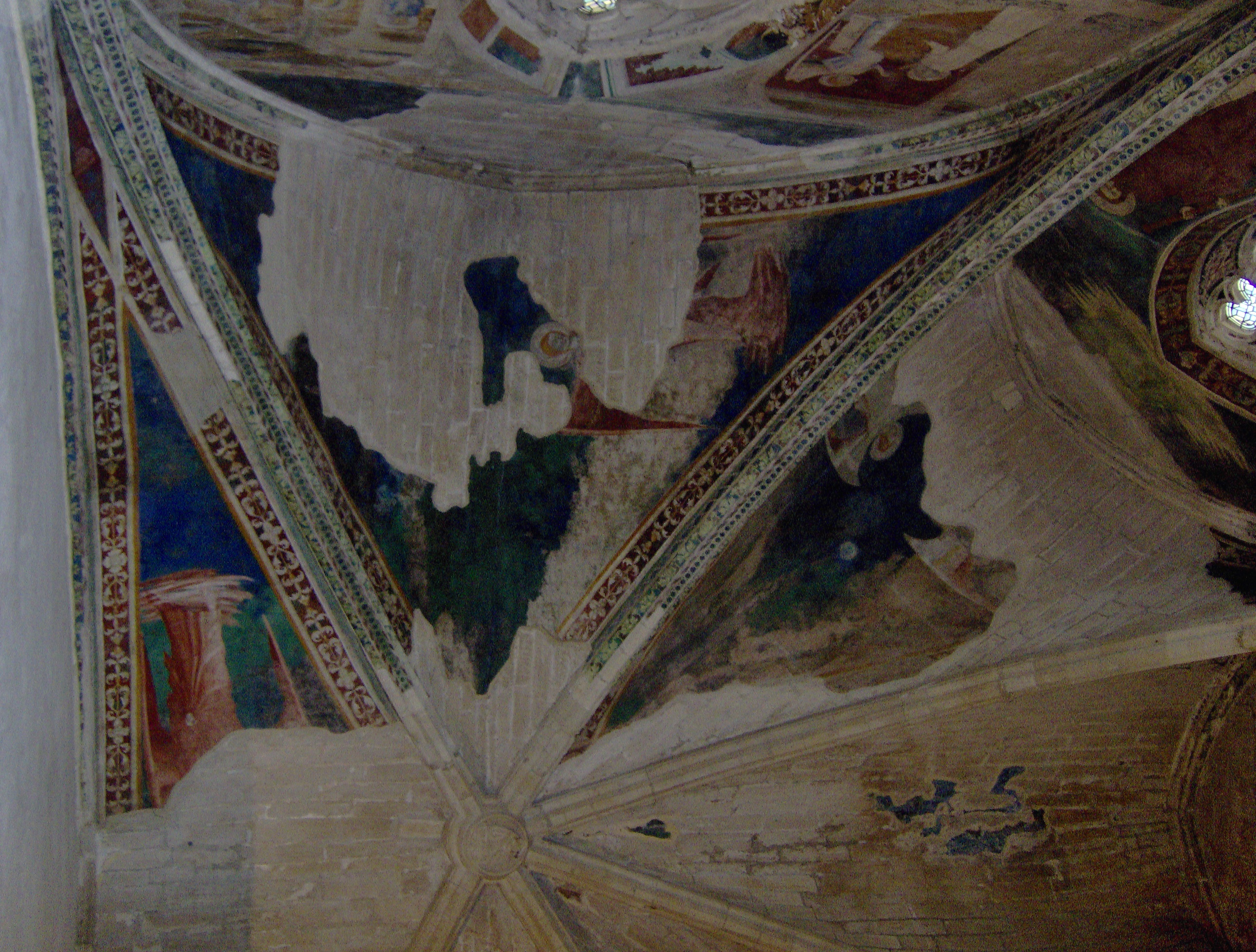
Els frescs de la capella de Val de Bénédiction

## El final de la seva vida

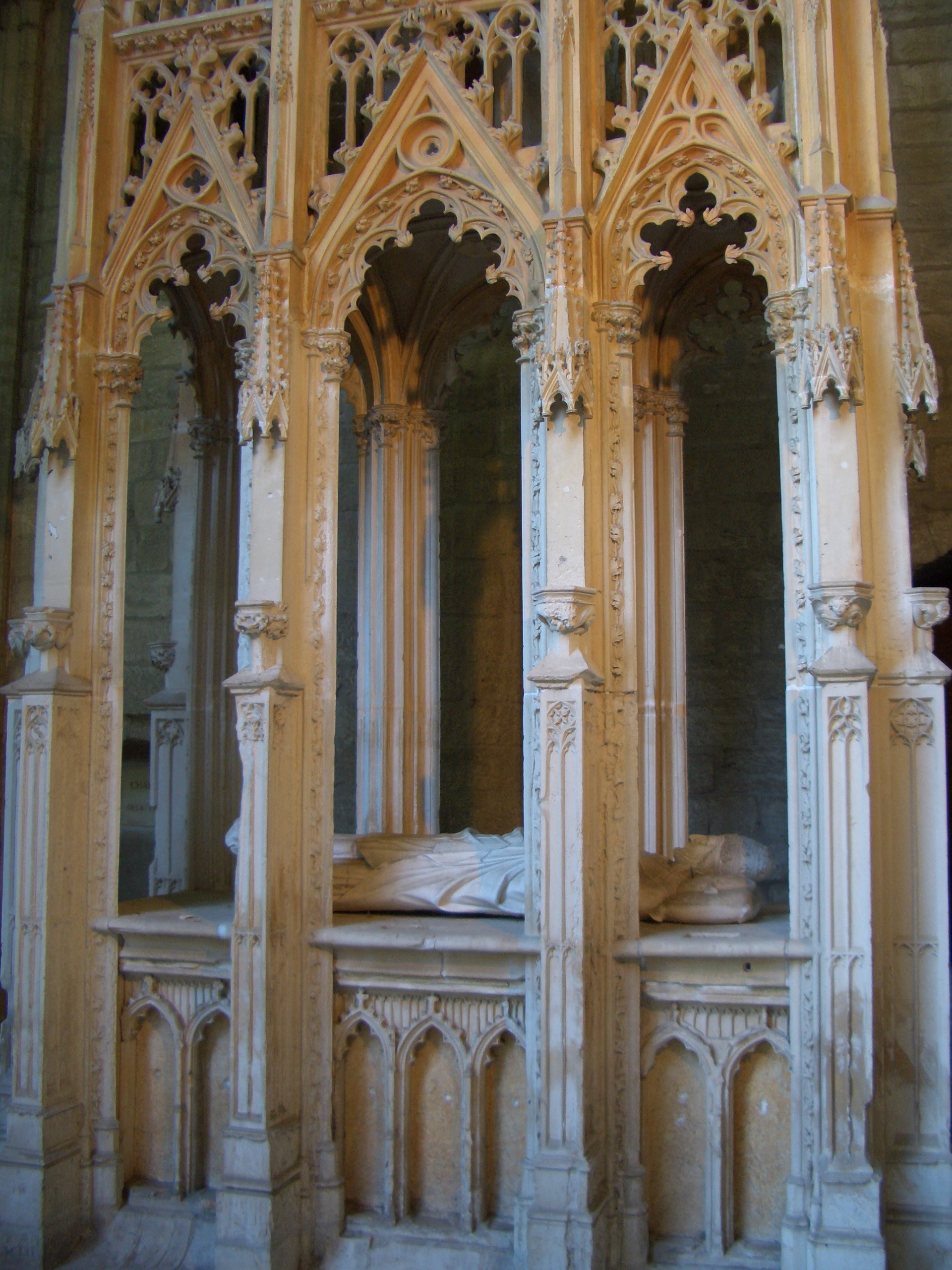
Tomba del Papa Innocenci VI a la Cartoixa. de la Val de Val de Bénédiction.

Innocenci VI va morir el 12 de setembre de 1362 a Avinyó, i va ser enterrat a la cartoixa de Val-de-Bénédiction a Vilanòva d'Avinhon
El seu funeral es va celebrar amb més pompa que el del seu predecessor. Però la cerimònia no canvia. Tenien una durada de nou dies, la durada de la novena, d'acord amb la pràctica establerta. El cos va ser exposat durant dos dies, del 12 al 14 de setembre a la capella principal del palau papal a Avinyó; el cadàver va ser vetllat en la nit per una guàrdia d'honor i durant el dia de sacerdots celebraven missa pel descans de l'ànima del Papa difunt. El 14, el taüt va ser transportat a la catedral de Notre-Dame des Doms d'Avinyó; a partir d'aquest dia començà la novena. El 22 de setembre se celebrà el funeral solemne per transportar el taüt des de la catedral a la cartoixa de Nostra Senyora del Val-de-Benedicció a Villeneuve-lez-Avignon: on, de fet, Innocenci VI havia demanat ser enterrat, i des de desembre de 1361 es va encarregar a Bertrand Nogayrol, el seu arquitecte, que li construís un monument i mausoleu per col·locar a la capella de la Santíssima Trinitat.
Per als funerals es mantingué la mateixa distribució de diners que el seu predecessor, als ordes mendicants i als hospitals, amb túniques negres amb funcionaris papals. La decoració sembla haver estat la mateixa, ja que ens trobem amb les compres de la mateixa tela (seda) blanca, vermella i negre, però no podem saber el que era. Havia de ser prou rica, ja que els costos van ser més alts que els funerals de Climent VI.

## Honors
Gran Mestre de l'Orde Suprem del Crist